# CHARGE syndrom
CHARGE syndrom er en kombination af medfødte misdannelser, som indbefatter tre eller fire hovedsymptomer og tre uspecifikke symptomer (se listen længere nede på siden).
Symptomerne varierer såvel i antal som i omfang blandt personer med dette syndrom. Alle må leve med multisensoriske vanskeligheder, og nogle fødes med så svære skader på syn og hørelse, at de har funktionsnedsættelsen medfødt døvblindhed.
I 2004 fandt en gruppe hollandske forskere forandringer i gen CHD7 hos 2/3 af de personer, der har CHARGE Syndrom. I dag forsker man videre for at forsøge at påvise årsagen til de store variationer i populationen. Diagnosticering foregår derfor både ved en genetisk og ved en klinisk undersøgelse af symptomerne. I de allerfleste tilfælde er der ikke andre personer i familien med dette syndrom.

## Navnets oprindelse
Navnet CHARGE betegner en kombination af specifikke medfødte misdannelser med et meget sammensatte symptombillede. Da det blev opdaget i 1981 valgte man navnet CHARGE, fordi hvert bogstav henviser til en misdannelse:
• C: Colobom (kolobom)
• H: Heart (hjerte)
• A: Atresi/stenose (atresi/stenose)
• R: Retardation (forsinket vækst og udvikling)
• G: Genital abnormalities (underudvikling af kønsorganerne)
• E: Ear (misdannelser i øret)
Disse karakteristika anvendes ikke i dag som diagnostiske parametre, men navnet er bevaret. 

## Antal
Forekomsten af syndromet anslås til at være 1 personer per 9-10.000 indbyggere. I dag er CHARGE syndrom blandt andet en af de hyppigste årsager til funktionsnedsættelsen medfødt døvblindhed i hele den vestlige verden. 

## Typiske træk for børn med CHARGE syndrom
CHARGE syndrom er en uhyre kompleks lidelse, hvor de omfattende fysiske symptomer har betydelige konsekvenser for barnets udvikling og for barnets forståelse af omverdenen.
Babyer, der er født med CHARGE syndrom, er ofte født med livstruende fødselsdefekter, som indbefatter hjertelidelser og vejrtrækningsproblemer. De tilbringer mange måneder på hospitalet og gennemgår mange operationer og behandlinger. Synke- og åndedrætsproblemer forårsager fortsat mange vanskeligheder, når børnene kommer hjem fra hospitalet – ofte helt op til skolealderen.
De fleste børn har hørenedsættelse, synsnedsættelse og balanceproblemer, som forsinker deres totale udvikling og som kræver specielle tiltag for at sikre udvikling af kommunikation. Alle må påregne medicinsk behandling og specialpædagogisk bistand i en lang årrække.
Til trods for de næsten uoverstigelige vanskeligheder, som børn med CHARGE syndrom må leve med, så overgår børnene oftest langt de forventninger omgivelserne har både på det medicinske, fysiske, udviklingsmæssige og sociale område. Ikke uden grund bliver børn med CHARGE syndrom ofte kaldt asfaltblomster. Navnet dækker over, at disse børn på trods af alle odds når langt på grund af deres livsvilje, vedholdenhed og stærke personlighed.
De positive resultater er dog helt afhængige af, at omgivelserne er i stand til at forstå, hvordan det må være at være i verden med CHARGE syndrom, så de kan støtte det enkelte barns udvikling bedst muligt.

## Adfærd
Da børn med CHARGE syndrom ofte udviser en adfærd, som kan være udfordrende for omgivelserne, taler man i dag om, at bogstavet B for behavior (adfærd) mangler i bogstavkombinationen.
I mange lande forskes der med det formål at blive i stand til at beskrive og forklare den typiske adfærd, som ses hos personer med CHARGE syndrom. Adfærd, som ofte beskrives med begreber som perseveration, svigt i opmærksomhed, tvangslidelser og motorisk uro, kan dog skyldes mange forskellige årsager.
Megen udfordrende adfærd kan forklares med, at barnet selv forsøger at kompensere for de sammensatte vanskeligheder, ligesom neurologiske og neuropsykologiske forstyrrelser også kan være en del af forklaringen. Samtidig ved vi, at mangelfuld udvikling af kommunikation ligeledes kan udvikle lignende adfærd.
Forståelse for den udfordrende adfærd hos børn med CHARGE syndrom er afgørende for at undgå fejldiagnosticering, idet mange af de samme adfærdstræk kan forekomme og let forveksles med autisme. 

## Hovedsymptomer ved CHARGE syndrom
Symptomer, der er meget hyppig ved CHARGE og relativ sjælden ved andre tilstande:
| Kendetegn                    | Inkluderer | Hyppighed   |
| ---------------------------- | --- | ----------- |
| Kolobomer i øjet             | Kolobom (en slags spaltedannelse i regnbuehinden, nethinden, årehinden, den gule plet eller synsnerven (ikke i øjenlåget); microphtalmos (små øjne) eller manglende øjne. Forårsager synsnedsættelse.                                               | 80 - 90%    |
| Choanal atresi eller stenose | Choanalerne er passagen fra næsens bageste del til svælget. De kan være snævre (stenose) eller blokerede (atresi). Kan være en - eller dobbeltsidigt.                                                                                               | 50 - 60%    |
| Kranienerve misdannelser     | Kranienerve I : Manglende eller nedsat lugtesans | 90 - 100%   |
| Kranienerve misdannelser     | Kranienerve IX/X: Synke og åndedrætsvanskeligheder | 70 - 90%    |
| Kranienerve misdannelser     | Kranienerve VII: Ansigtslammelse (Facial parese). Kan være en - eller dobbeltsidig | 40%         |
| Ydre øre                     | Kort bredt øre med lille eller manglende øreflip, afkortet øremusling (ydre fold), fremstående øremusling (indre fold), trekantet øreindgang, nedsat modstandskraft i brusken (slatten), ydre ører er ofte fremstående og sædvanligvis asymmetriske | >50%        |
| Mellemøre                    | Misdannede mellemøreknogler | Almindeligt |
| Indre øre                    | Misdannet høresnegl; små eller manglende semicirkulære kanaler. Forårsager perceotivt høretab og balanceproblemer. | 90%         |

## Uspecifikke symptomer på CHARGE
Sympotmer, som er signifikante, men vanskeligere at diagnosticere og mindre specifikke for CHARGE syndrom:
| Kendetegn             | Inkluderer | Hyppighed   |
| --------------------- | --- | ----------- |
| Hjertelidelser        | Alle typer kan forekomme, mange er komplekse | 75%         |
| Læbe + /- ganespalte  | Læbespalte med eller uden ganespalte | 20%         |
| TE fistel             | Blokering eller fistel i spiserøret | 15 - 20%    |
| Nyremisdannelser      | Små nyrer, manglende nyrer, malplacerede nyrer, reflux | 40%         |
| Genitale misdannelser | Mænd: lille penis, stenene ikke nedsunkne i pungen | 50%         |
| Genitale misdannelser | Kvinder: små skamlæber, lille eller manglende livmoder | 25%         |
| Genitale misdannelser | Begge køn: manglende pubertet uden hormonbehandling | 90%         |
| Væksthæmning          | Nedsat væksthormon | 15%         |
| Væksthæmning          | Lille af vækst | 70%         |
| Ansigt                | Firkantet ansigt med bred fremstående pande, buede øjenbryn, store øjne, hængende øjenlåg, fremstående næsebro med firkantet udspring, fremstående næseryg, fladt ansigt midt for, lille mund. Lille hage kan forekomme, med årene ændres dette til større hage. Asymmetri i ansigtet også selvom der ikke forekommer ansigtslammelse | Almindeligt |
| Håndfold              | Håndfold som ligner grebet om en hockey stav | 50%         |
| Adfærd                | Persevererende adfærd hos unge personer, adfærd som er præget af impulsivitet og tvangshandlinger (OCD) hos voksne | >50%        |